# Andrzej Opaliński
Andrzej Opaliński (né le 25 novembre 1540, mort le 3 mars 1593), membre de la noble famille polonaise Opaliński, maréchal de la Couronne en 1572, grand-maréchal en 1574, staroste de Grande-Pologne en 1598.

## Biographie
En 1575, Andrzej Opaliński soutient la candidature Maximilien II de Habsbourg pour le trône de Pologne-Lituanie. Au cours de l'interrègne suivant, il est en revanche fidèle à Sigimond III Vasa qui s'oppose à Maximilien III d'Autriche. C'est à cette époque qu'il entre en conflit avec le chancelier Jan Zamoyski.
En 1589, il est l'un des membres de la délégation polonaise chargée de négocier avec l'Autriche le traité de Bytom et Będzin.

## Sources
- (en) Cet article est partiellement ou en totalité issu de l’article de Wikipédia en anglais intitulé « Andrzej Opaliński (1540–1593) » (voir la liste des auteurs).